# Sonja Aldén
Sonja Aldén, též vystupující pod pseudonymem Sonya (narozena 20. prosince 1977 v St Albans, Anglii), je švédská zpěvačka, známá díky několikanásobné účasti v soutěži Melodifestivalen, švédském kole do Eurovision Song Contest.
K roku 2014 vydala čtyři vlastní studiová alba a jedno společné se zpěvačkami Sannou Nielsen a Shirley Clamp. Působí také jako autorka písní pro jiné interprety.

## Biografie
Sonja Aldén se narodila v městě St Albans ve Velké Británii, avšak vzdělání se jí dostalo ve Stockholmu; studovala na základní hudebně zaměřené škole Adolfa Fredrika ve a následně na gymnáziu Södra Latin. Po dostudování pracovala jako učitelka hudby v Huddinge, později však přesídlila do Malmö a získala angažmá v kabaretním podniku Wallmans Salonger, kde začínala řada populárních interpretů.
Zlom v její kariéře nastal v roce 2005, kdy se seznámila s Shirley Clamp, novým objevem švédské populární hudby. Sonja se podílela na písni "Att älska dig", s níž se Clamp zúčastnila Melodifestivalenu, populárního hudebního programu, v němž je volen zástupce Švédska na Eurovision Song Contest. Píseň obsadila čtvrté místo a dostala se do nejlepší pětky švédské hitparády. Šlo o počátek dlouhodobé spolupráce těchto dvou zpěvaček. Tentýž rok coby doprovodná zpěvačka vystoupila s litevskou skupinou Laura & The Lovers v semifinále Eurovize 2005 v Kyjevě.
O rok později se zpěvačka pod pseudonymem Sonya sama účastnila švédského kola s písní "Etymon", ale nepostoupila ze semifinále. Lépe si vedla hard rocková skupina The Poodles, která s písní "Night of Passion", jejíž autorkou byla Sonja, skončila čtvrtá. Vlastního úspěchu se dočkala až v roce 2007, kdy se singlem "För att du finns" postoupila z Druhé šance a ve finále obsadila šesté místo. Ve stejné době vydala debutové album Till dig, které se vyšplhalo na druhé místo švédské hitparády. Soutěžní příspěvek, který vyšel jako součást alba, v žebříčku písní obsadil třetí příčku.
 Současně Sonja obdržela několik ocenění, mimo jiné tři ceny na švédských Grammis objev roku, nejlepší zpěvačka a nejlepší píseň.
V létě podnikla šňůru koncertů se Shirley Clamp a Sannou Nielsen a následně s nimi vydala vánoční album Our Christmas, které se dostalo na vrchol žebříčku.
Úspěšně si vedlo i druhé album Under mitt tak, které vyšlo v roce 2008 a v hitparádě obsadilo čtvrtou příčku.
Do soutěže Melodifestivalen se zpěvačka vrátila v roce 2012 s písní "I din himmel". Nepodařilo se jí však postoupil ze semifinále. Tentýž rok vydala album I gränslandet. Zatím poslední nahrávka I andlighetens rum vyšla následujícího roku.

## Diskografie

### Studiová alba
- Till dig (2007)
- Our Christmas (2008) (& Shirley Clamp, Sanna Nielsen)
- Under mitt tak (2008)
- I gränslandet (2012)
- I andlighetens rum (2013)
- Jul i andlighetens rum (2014)

### Singly
- "Etymon" (2006)
- "För att du finns" (2007)
- "Här står jag" (2007)
- "Det är inte regn som faller" (2007)
- "Nån som du" (2008)
- "Välkommen hem" (2008)
- "Du får inte" (2008)
- "Innan jag släcker lampan" (2010)
- "Närmare" (2011)
- "I din himmel" (2012)